# 江別のれんが

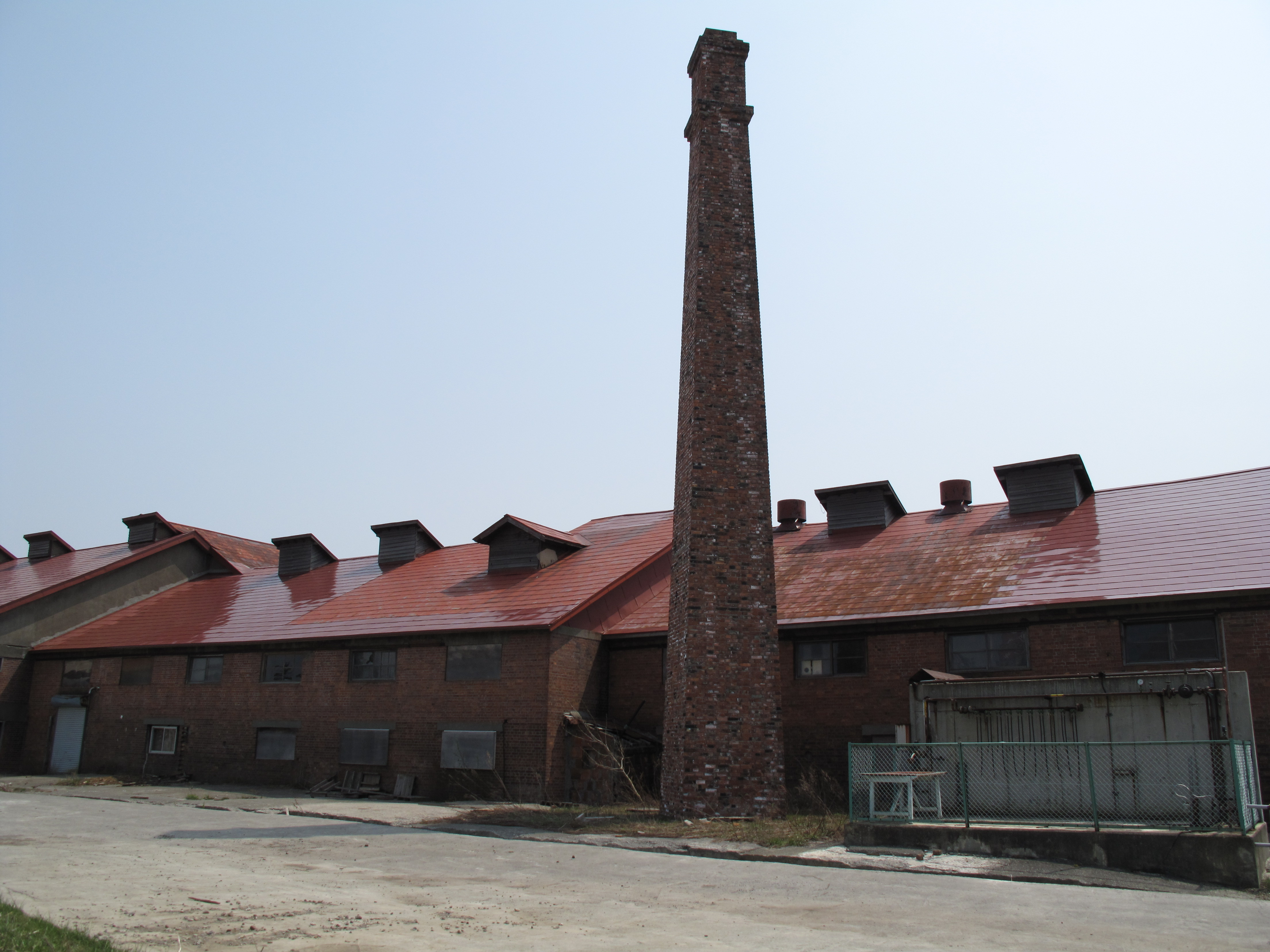
旧ヒダ工場（江別市東野幌町）

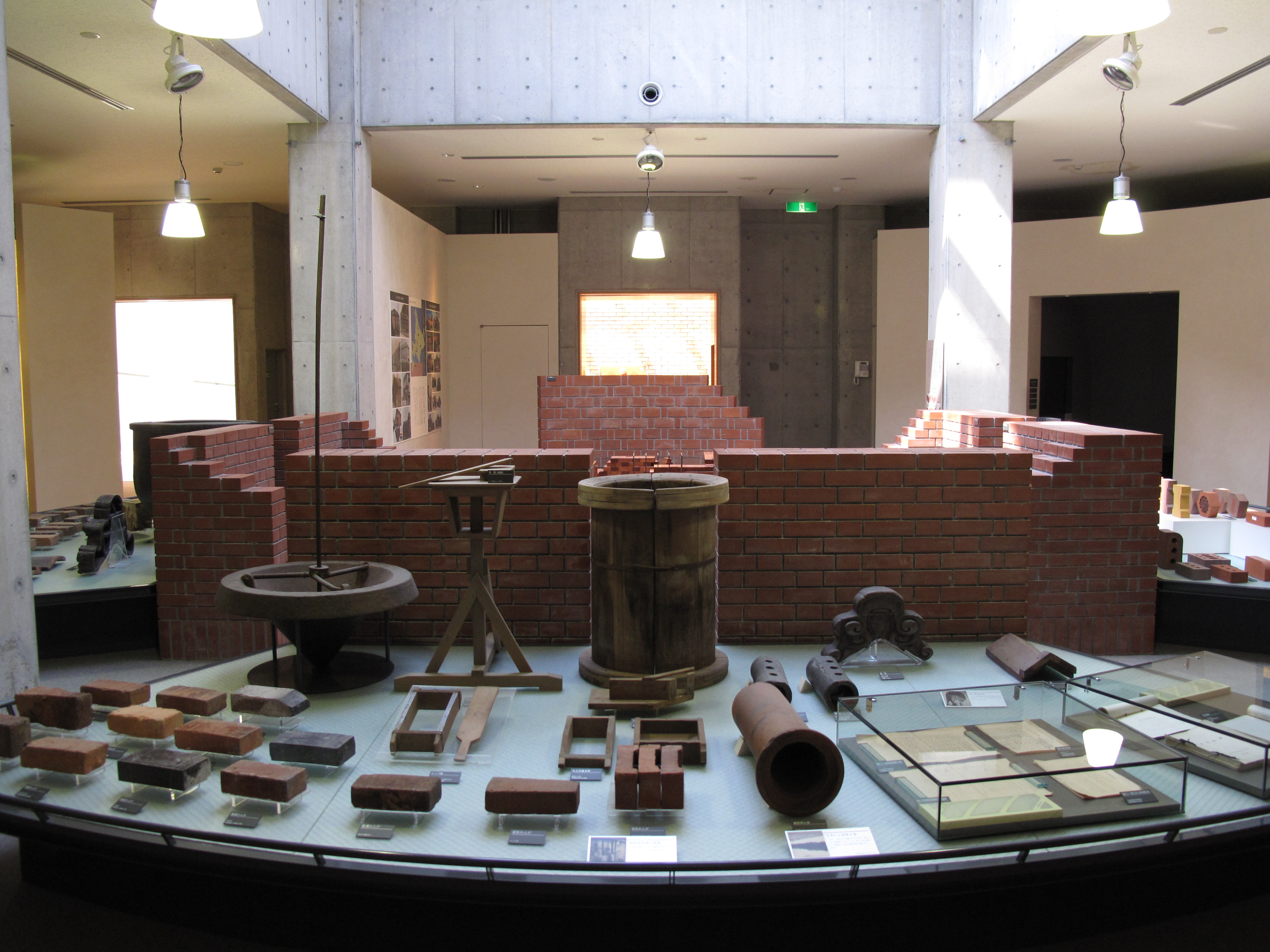
れんが資料展示室（江別市セラミックアートセンター）

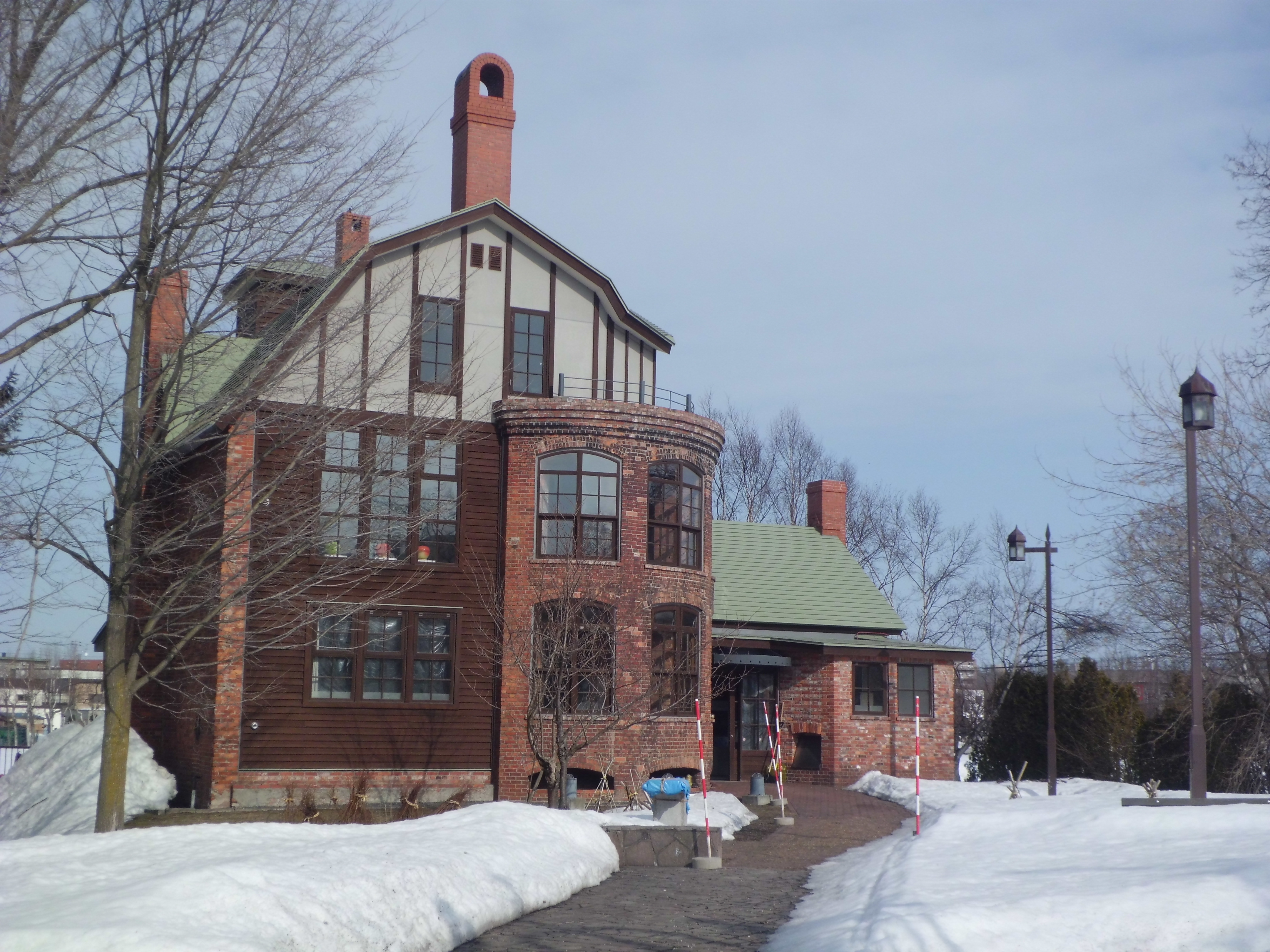
江別市ガラス工芸館（旧石田邸）

江別のれんが（えべつのれんが）は、北海道遺産のひとつ。北海道江別市で生産されている煉瓦で、野幌地区がその中心となってきたため「野幌れんが」としても知られる。

## 概要
江別産の煉瓦は、市内ほか周辺地域の土壌に多く含まれる野幌粘土を原材料としており、褐色及び赤い色が特徴である。鉄道や道路のトンネル・橋などのインフラ、サイロ、学校、民家、駅舎や倉庫建物などに用いられ、北海道の近代化に貢献した。
現在も市内には江別市「歴史的れんが建造物保存活用事業」の一環として、400棟を越える煉瓦造りの建造物が保存されている。なお江別では現在でも3か所の煉瓦工場が稼働し、国内の20パーセント以上のシェアを占める、日本有数の煉瓦生産地となっている。
1994年（平成6年）に開館した同市内の建築施設「江別市セラミックアートセンター」には、れんが資料展示室が設置されており、江別ならびに北海道における煉瓦の歴史を学ぶことのできる資料が多く展示されているほか、数々の関連イベントも行う「北のやきもの展示室」も設けている。
煉瓦と共に、西暦300年ごろのものとされる「江別式土器」も市内の遺跡から掘り出されていることなどもあって、江別市は陶芸の中心的な地域のひとつとしても知られている。

## 歴史
明治時代の北海道では、内陸における開発用の建築資材に煉瓦の使用が、開拓使によって推し進められた。
江別で煉瓦製造が開始されたのは1890年(明治23年)。現在の東光町にある覚良寺境内内に存在した江別太煉化石工場で作られた。石狩川が近郊にあり資材の輸送に便利で、現在の野幌駅から野幌森林公園にかけての野幌丘陵に煉瓦の原料となる「野幌粘土」を豊富に含んだ土壌を持ち、最需要地で大きな都市である札幌市、小樽市にも近く、平坦な工業用地や薪材の確保が比較的容易だったことなどが考慮された。
1898年には北海道炭礦鉄道が野幌煉瓦工場を開設。後に札幌商工会議所会頭を務める久保兵太郎（作家久保栄の父）が経営者となる。以降も煉瓦工場の進出が相次いだ江別は、一躍煉瓦の町として栄えることとなった。
大正時代の初め頃、煉瓦工場で労働者たちによるストライキが起こった記録がある。これは江別で起こった最初のストライキとされる。当時の煉瓦工場の労働条件はあまり好ましいものではなく、一日に支払われる賃金に対して、12時間もの長時間労働を強いられてことが原因の一つとされている。
1918年（大正7年）頃には、北海道炭礦鉄道の後継である北海道炭礦汽船の煉瓦工場が、職工500人、年間煉瓦生産1,200万個の規模を持ち、他に館脇煉瓦工場（職工800人、煉瓦・土管・瓦・甕1,500万個）、岩田煉瓦工場（150人、煉瓦・土管・甕300万個）、馬場崎煉瓦工場（50人、煉瓦80万個）、沢村煉瓦工場（20人、煉瓦40万個）があり、さらに北海道煉瓦株式会社の工場が建設中であった。
1990年（平成2年）、江別市で本格的に煉瓦造りが開始されてから100周年を記念して、第1回目の「えべつやきもの市」が開催された。
1994年（平成6年）4月、「旧石田邸」と呼ばれる建物を、江別市が野幌代々木町の野幌グリーンモール（遊歩道）沿いに移築し修繕を施した。この建築物は1945年（昭和20年）ころに北海煉瓦の社員・石田惣喜知が建設した、3階建て・107坪の煉瓦造りの邸宅である。半円形に突き出た窓やマンサード屋根など、特徴ある建築様式で知られ、写真の被写体や絵画の題材にも選ばれるなど、多くの人に親しまれた。現在は「ガラス工芸館」としてガラス工芸家たちの作品を常設展示し、5月から10月まで一般市民に無料開放されている。
2004年10月22日、江別のれんがは第2回選定分の北海道遺産に認定。同年11月12日に認定証が授与された。

## 現存する工場
江別市内で現在稼動している工場は
- 米沢煉瓦 - 昭和14年4月操業
- 昭和窯業 - 昭和15年操業 ※創業者は小林酒造（栗山）の創業者と親族。

東野幌町3番3号にある旧ヒダ煉瓦は商業施設EBRIとして利用されている。

## 過去にあった工場
最盛期は昭和25年の15社。明治24年から延べ30社存在した。※年度は操業年度
- 江別太煉化石工場 明治23年
- 北海道炭鉱鉄道(久保組) 明治31年
- 石狩煉瓦（北海道窯業に吸収合併）昭和17年
- 北海道窯業（北海道炭鉱鉄道から改組） 大正14年
- 東崎煉瓦工場 明治42年
- 沢村煉瓦工場 明治43年
- 館脇レンガ工場 明治33年
- 岩田工場 大正5年
- 野幌煉瓦(館脇レンガと岩田工場が合併)昭和2年
- 野幌陶管製作所 昭和16年
- 野幌煉瓦陶管（野幌煉瓦と野幌陶管製作所が合併）昭和49年 ※本社は江別市で現存。工場は沼田。
- 北部窯業(米沢煉瓦の前身）不明
- 馬場崎煉瓦工場 明治43年
- 坪松窯業（馬場崎煉瓦工場から改組) 大正14年
- 沢村煉瓦工場 明治43年
- 三浦煉瓦工場 大正7年
- 河野煉瓦工場（三浦煉瓦工場から改組) 大正9年
- 布川煉瓦工場（河野煉瓦工場から改組）※後に北海煉瓦合資会社に(現存) 大正10年
- 肥田製陶 昭和16年
- 北海道土地改良土管 昭和16年
- 北海道開発 昭和22年
- 日進工業 昭和21年
- 国安瓦工場(野幌陶芸社）昭和21年
- 杉江製陶所 昭和25年
- 野幌窯業 昭和25年
- 小森陶磁器研究所
- 小坂煉瓦工場 大正14年
- 佐藤煉瓦工場 昭和3年
- 報国窯業（佐藤煉瓦工場から改組）昭和11年
- 吉田農業土管製作所（報国窯業から改組)昭和32年
- 北海道農材工業 昭和38年
- 道立工業試験場野幌分場 昭和42年
- 丸二北海煉瓦 - 大正10年4月

## 脚註
1. ↑  “陶芸の街、拠点20周年　江別市セラミックアートセンター 裾野拡大に貢献”. 北海道新聞 (北海道新聞社). (2014年7月2日)
2. ↑  北海道鉄道管理局『北海道鉄道沿線案内』、1918年、101-102頁。荒山正彦監修・解説『シリーズ明治・大正の旅行 第I期 旅行案内書集成』第13巻（北海道旅行案内／樺太の鉄道旅行案内）、ゆまに書房、2014年に収録、131-132頁。
3. ↑  “ガラス工芸館”.   江別市 (2019年). 2019年6月29日閲覧。

## 参考・外部リンク
- 久保栄 - 戦後の小説「のぼり窯」が江別を舞台としている。
- 江別のれんが - 北海道遺産
- 江別市経済部から、江別のれんがのページ
- レンガガイド
- ガラス工芸館
- 江別陶芸会
- 煉化もち